# 皮博迪鎮區 (北達科他州博蒂諾縣)
皮博迪鎮區（英語：Peabody Township）是位於美國北達科他州博蒂諾縣的一個鎮區。

## 地方資料
皮博迪鎮區的面積為93.36平方千米，當中陸地面積為92.20平方千米，而水域面積為1.16平方千米。根據2010年美國人口普查的數據，當地共有人口18人，而人口密度為每平方千米0.19人。